# 林鐘基
林 鐘基（イム・ジョンギ、朝鮮語: 임종기、1926年4月16日 - 2007年11月2日）は、大韓民国の政治家。第8・10・11・12代韓国国会議員。漢字表記は林鍾基とも。
本貫は羅州林氏。字は夢湖、号は成南（ソンナム、성남）。カトリック教徒。制憲国会議員の李錫柱は岳父、李哲承は妻の従兄弟。

## 経歴
1926年4月16日、日本統治時代の全羅南道の務安郡に生まれた。ソウル大学校商科大学経済学科を卒業後、高等考試行政科に合格した。
その後、木浦商科大学（現・全南大学校）の助教授、全南大学校商科大学専任講師、内務部地方局財政課事務官、全南道庁文教社会局長、全北道庁内務局長を務めた。1971年5月25日に実施された第8代総選挙に新民党の公認で立候補して当選し、国会議員となった。
その後、新民党の支部の副委員長や務安地区の委員長を務め、1978年12月12日に実施された第10代総選挙に同党の公認で再び立候補して当選し、国会議員となり、その後も2期議員の職を務めた。ソウルアジア競技大会組織委員、1988年ソウルオリンピック組織委員でもあった。
2007年11月2日、持病により81歳で死去した。